# 小行星2492
小行星2492（2492 Kutuzov）是一颗围绕太阳公转的小行星。1977年7月14日，尼古拉·切爾尼赫在克里米亚发现了此天体。
該小行星以俄羅斯帝國元帥米哈伊爾·庫圖佐夫命名。
这颗小行星的绝对星等为264.24680等。